# 孔貞幹
孔貞幹（1519年11月28日—1556年9月11日），字用济，號可亭，山東曲阜人，孔子六十三代孫。明代衍聖公。

## 生平
孔貞幹出生於明武宗正德十四年（1519年）十一月初七日寅時，生母是孔聞韶的繼室衛氏:10。明世宗嘉靖二十五年（1546年），孔貞幹袭封衍圣公。他和严嵩关系甚好，他的儿子孔尚贤娶了嚴世蕃长女为妻。嘉靖三十五年（1556年），他到北京恭贺明世宗寿诞。八月初八子時，孔貞幹患病在北京去世，享年三十八岁，严嵩为孔貞幹撰写墓志铭。

## 家庭
- 父：孔聞韶，孔子六十二代嫡长孙，明代衍圣公。
- 前母：李氏（1483年—1510年），長沙茶陵人，華蓋殿大学士兼吏部尚書李东阳長女[註 1]。弘治十三年（1500年），孔闻韶和李氏成婚。
- 母：衛氏（1497年—1575年），孔聞韶繼配，第二代宣城伯衛璋次女、衛穎孫女；松江華亭人[註 2]；生孔貞幹、孔貞寧兩子。
  - 妻：张氏（1521年—1551年），北直隶興濟人，是明孝宗皇后张皇后的侄女、建昌侯张延龄的女儿[註 3]。
    - 子：孔尚贤（1544年—1622年），嘉靖三十五年（1556年）承襲衍聖公。
    - 媳：嚴氏（1544年—1602年），袁州分宜人，嚴世蕃長女、严嵩孫女[註 4]；無親生子女。

## 附註
1. ↑  「夫人李氏，茶陵人，華蓋殿大学士兼吏部尚書東陽長女；成化十九年十一月二十六日生，武宗正德五年十月二十三日卒，年二十八」
2. ↑  「繼配衛氏，松江華亭人，嗣宣城伯璋次女；弘治十年七月二十四日子時生，神宗萬曆三年七月初七日申時卒，年七十九。子二，貞幹、貞寧，竝衛夫人出」
3. ↑  「夫人張氏，興濟人，建昌侯延齡女；正德十六年五月二十二日申時生，嘉敬三十年七月二十五日子時卒，年三十一」
4. ↑  「夫人嚴氏，分宜人，工部侍郎世蕃長女；嘉靖二十六年五月十四日巳時生，萬曆三十年十月十三日戌時卒，年五十六」